# Toporów (województwo łódzkie)
Toporów – wieś (dawniej miasto) w Polsce położona w województwie łódzkim, w powiecie wieluńskim, w gminie Wierzchlas. Leży nad Wartą w obrębie Załęczańskiego Parku Krajobrazowego, oddzielona od Kamionu mostem na rzece.
Toporów (Zdrganie, Zdrgań) uzyskał lokację miejską w 1490 roku, zdegradowany przed 1673 rokiem.

## Części wsi
| SIMC    | Nazwa      | Rodzaj    |
| ------- | ---------- | --------- |
| 0718743 | Jesiona    | część wsi |
| 0718750 | Opatów     | część wsi |
| 0718766 | Stara Wieś | część wsi |

## Historia
Archeolodzy odkryli w latach 1962–1966 ślady osady z IV/V w. (okres wędrówek ludów). Odkryto kilkadziesiąt jam mieszkalnych w rodzaju kurnych chat. Mieszkańcy trudnili się rolnictwem, bowiem znaleziono narzędzia (radlice, kroje do radła, sierpy, motyki, żarna rotacyjne) pracy na roli.
Pierwotnie wieś nazywała się Zdrganie. Pierwsza wzmianka o niej pochodzi z 1386, gdy Wiktor z Mierzyc herbu Topór, starosta ruski, halicki, kasztelan jarosławski, posiadał wieś.
Jej obecna nazwa wiąże się z właścicielami – Toporczykami i sięga XV w. Przed 1464 Toporów otrzymał prawa miejskie. Jednakże mimo położenia przy ważnym szlaku handlowym, biegnącym ze Śląska na Ruś, i przy przeprawie przez Wartę, nie wykształcił nigdy mechanizmów miejskich. Z dawnego rozplanowania przestrzennego nic nie pozostało. Ostatecznie prawa miejskie Toporów utracił na przełomie XVII i XVIII w. Obecne rozplanowanie wsi – ulicówki pochodzi z 2 poł. XIX w.
Pod koniec XVI w. Toporów został wykupiony w części przez kapitułę gnieźnieńską, w XVIII w. kapituła ta weszła w posiadanie całości miasteczka.
W latach 1975–1998 miejscowość wchodziła w skład województwa sieradzkiego.
Był tu kościół filialny wcielony do parafii Łaszów (Łaszew) po r. 1522. Kościół ten (drewniany z murowaną zakrystią) spalił się 7 lipca 1830 r. i nie został odbudowany. Obecnie, na rozdrożu, w pobliżu mostu stoi współczesny kościół parafialny Przemienienia Pańskiego (poświęcenie w 1990 r.), w którym jest godny zauważenia obraz art. malarza Jerzego Dudy-Gracza o powierzchni 25 m², na 6 zestawionych ze sobą płótnach. Obraz nosi tytuł "Przemienienie Pańskie", został namalowany w 1995 r. i podarowany parafii. Na plebanii artysta zostawił także obraz przedstawiający Częstochowską Madonnę. Z tyłu obrazu napis: „Z prośbą o modlitwę – Jerzy Duda-Gracz”. Artysta przez wiele lat był uczestnikiem plenerów malarskich, urządzanych corocznie w sąsiednim Kamionie przez Biuro Wystaw Artystycznych w Sieradzu.